# Ammosaurus
Ammosaurus Marsh, 1891 è un genere estinto di rettili sauropodomorfi, vissuti durante il Giurassico inferiore, la cui specie tipo è Ammosaurus major, i cui resti fossili sono stati rinvenuti in USA.
La sua dieta era erbivora, forse onnivora. Pesava circa 290 kg, con 4 m di lunghezza e 1,8 m di altezza. Il suo nome significa "Lucertola della sabbia" perché è stato trovato in strati di arenaria.

## Descrizione
Il dinosauro ha un collo lungo, una testa piccola, un corpo tarchiato e una coda molto lunga. Possedeva grosse zampe dotate di artigli ai pollici, utile per difendersi dai predatori. Un altro sistema di difesa era la flessibilità di essere sia bipede che quadrupede. Esso è così simile all'Anchisaurus che molti paleontologi credono sia lo stesso dinosauro.

### Ritrovamenti
I resti sono stati rinvenuti in Connecticut e in Arizona. Nel 1884, dei muratori che costruivano un ponte, a sud di Manchester, in Connecticut hanno rinvenuto resti della metà inferiore del dinosauro. 85 anni dopo, quando il ponte fu demolito, furono trovate altre ossa. Oggi esistono quattro scheletri incompleti.

### Andatura
La capacità di camminare sia a due che a quattro zampe, come citato sopra, gli consentiva diverse opzioni alimentari e la capacità di correre più velocemente.

### Contenuti dello stomaco
I contenuti stomacali fossilizzati ritrovati dei prosauropodi come l "Ammosaurus major" contenevano gastroliti e residui di piccoli rettili, ciò fa pensare che fossero animali a dieta onnivora.